# Fausto Verancio
Fausto Verancio o «Faustus Verantius», (Šibenik (Croacia), ca. 1551 – Venecia, 17 de enero de 1617) fue un humanista, científico, lexicógrafo e historiador en el  entorno de la República de Venecia durante la segunda mitad del siglo xvi e inicio del xvii. De entre su variada obra destacan «Machinae Novae» (ca. 1616) y el diccionario «Dictionarium quinque nobilissimarum Europæ linguarum» (1595). Diseñó diversos ingenios mecánicos, hidráulicos y aéreos y fabricó algunos mecanismos de relojería.

## Biografía
Hijo de una noble familia, nació en la actual Croacia mediado el siglo xvi, en el periodo en que perteneció a la República Veneciana. Era sobrino del obispo de Pecuh, Antun Vrančić (1504-1573), arzobispo de Ostorgom y primado de Hungría, con quien inició su educación. Estudio luego (1568 y 1570) en Padua, y más tarde en Viena, Praga, Venecia y Roma. En esta última capital estudió matemáticas e ingeniería con Giovanni Ambrogio Mazenta, y fue contratado para regular el nivel del río Tíber, donde desarrolló algunos ingenios hidráulicos; en este campo, también fue requerido para controlar las aguas potables en Venecia.
En Praga, al servicio del rey Rodolfo II entre 1598-1605, conoció a otros científicos de su tiempo, como Tycho Brahe y Johannes Kepler, y actuó como diplomático para intervenir en la firma de tratados con Solimán el Magnífico, consiguiendo una pauta de paz entre turcos y venecianos. En 1594 le fue concedido un obispado honorífico en la ciudad de Csanad, en realidad ocupada por los turcos. Tras la muerte de su esposa (y cansado al parecer de las intrigas cortesanas) regresó a Venecia, ciudad en la que permanecería hasta su fallecimiento en 1617.

## Inventos

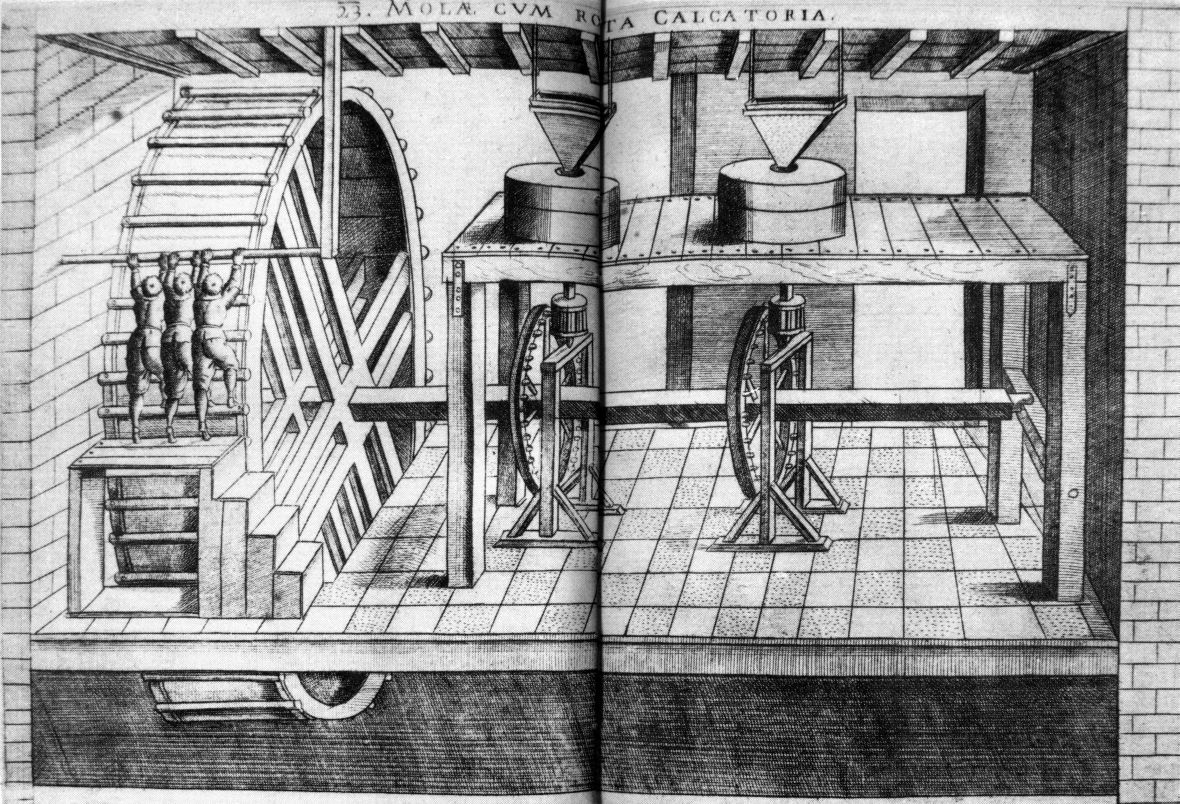
Molino de tracción humana («Rota Calcatoria»).
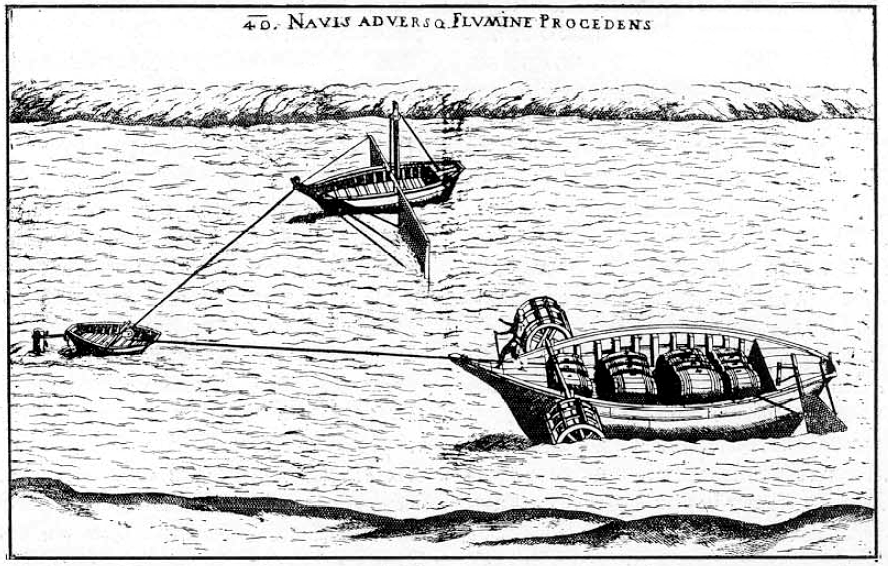
Molinos flotantes diseñados por el humanista veneciano Fausto Verancio hacia 1595.
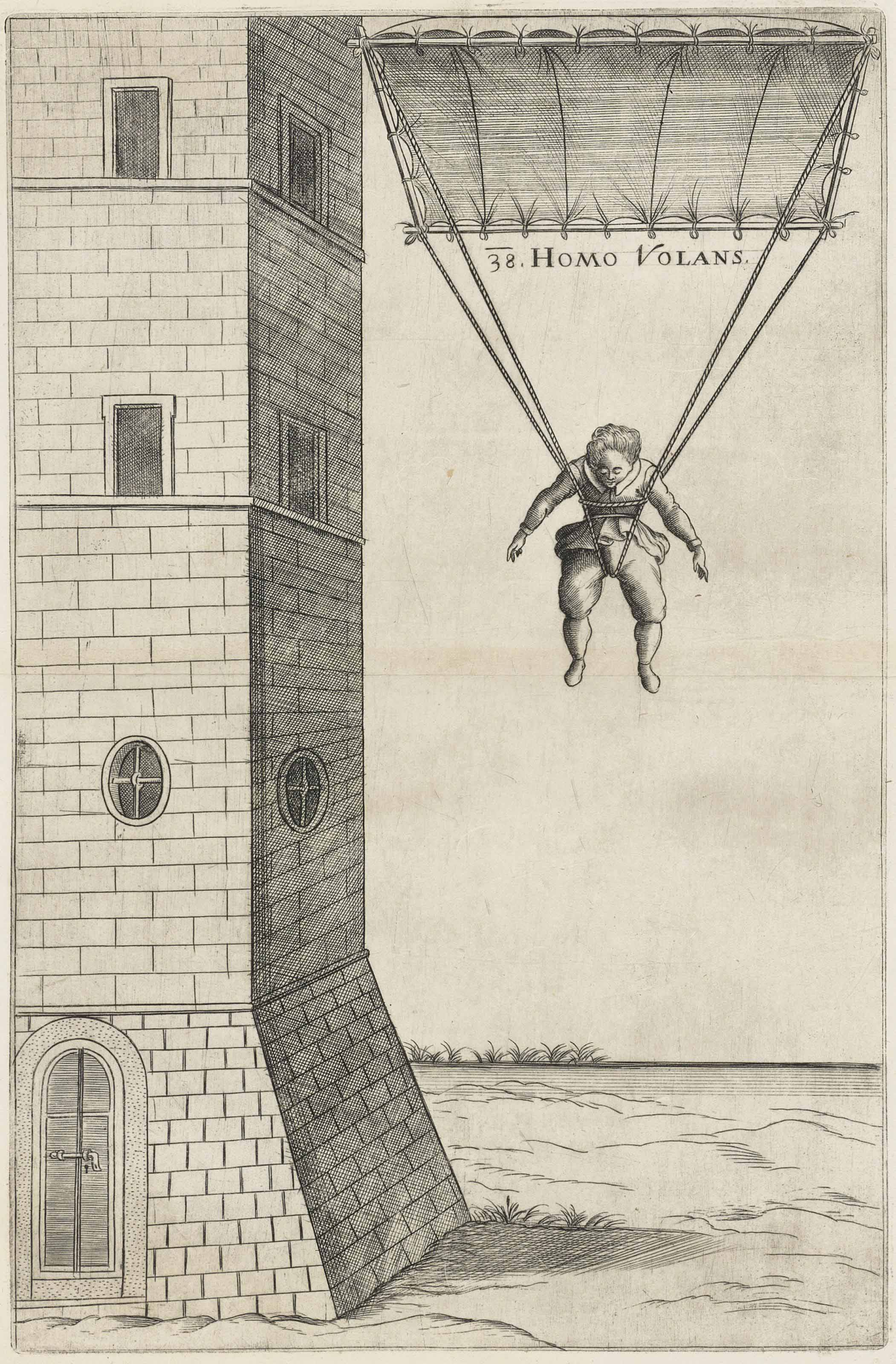
El «homo volans» de la estampa 38 de «Machinae Novae».
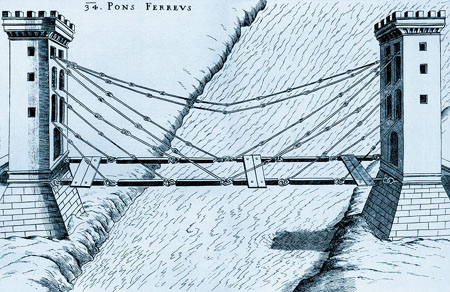
Puente atirantado de hierro (lámina 34 de «Machinae Novae»).

- Aunque se suele atribuir a Leonardo el esbozo del paracaídas, sería Verancio quien, un siglo más tarde, inspirado en los dibujos de Da Vinci, diseñó su «homo volans», primitivo ‘paracaidista’ colgado de un armazón de madera y tela que al parecer hizo su primer (y no se documenta si también su último salto) en la Venecia de 1595. El dibujo ilustra la estampa 38 de «Machinae Novae».[7]

- Los molinos flotantes de la estampa 40 de «Machinae novae».[8]

- El Puente colgante «férrico» o puente atirantado, uno de los modelos más antiguos de la ingeniería del hierro.[c]

## Obras
Además de una obra dedicada a la vida de algunas vírgenes y de otra sobre Lógica («Lógica Nova», publicada en Venecia en 1616) y de unos manuscritos sobre la historia de Hungría, los dos trabajos más conocidos e interesantes de Verancio son un diccionario léxico en varias lenguas y uno de los libros de ingenios llamados en la época “teatro de máquinas”.

### «Dictionarium quinque nobilissimarum Europae linguarum Latinae, Italicae, Germanicae, Dalmaticae et Ungaricae cum vocabulis Dalmaticis quae Ungari sibi usurparunt»(1595)

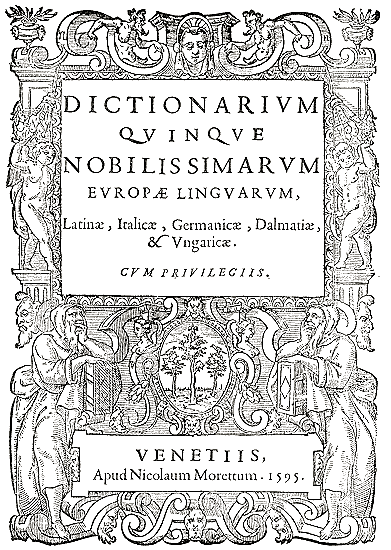
«Dictionarium quinque nobilissimarum Europæ linguarum» (1595)

Veranzio, que al parecer hablaba siete lenguas contemporáneas a finales del siglo xvi (croata, alemán, húngaro, italiano y latín), construyó el que se considera primer diccionario ilirio, y modelo de la lengua croata, con un importante apéndice compuesto por 117 páginas y unas 5000 entradas para cada lengua, que incluye el «Vocabula dalmatica quæ Ungari sibi usuperunt», un vocabulario que los húngaros tomaron del primitivo idioma croata de uso común, con transcripciones en cinco idiomas de oraciones cristianas como el Credo, el Ave María y el Padre Nuestro.

### «Machinae novae, cum declaratione latina, italica, hispánica, gallica et germanica»
Obra de ingeniería, arquitectura y mecánica, publicada en hacia 1616 y compuesta por 49 grabados a doble página precedidos de una introducción («declaratione») en diferentes idiomas. En el conjunto de láminas, pueden diferenciarse:
1. los «encargos que recibió el autor o trabajos cercanos al autor» (que ilustran los capítulos I-V), como regular y controlar las crecidas del río Tíber en Roma, abastecer de agua dulce a la ciudad lacustre de Venecia, o, en otro ámbito científico, el diseño de una planta arquitectónica ideal para las iglesias;
2. el comentado «homo volans»;
3. diversos relojes de agua, de fuego, solar y universal (en los capítulos VI y VII);
4. un amplio capítulo con muelas y molinos (en los capítulos VIII-XXIII);
5. diseños de varios puentes (en los capítulos III, XXIV, XXV y XXVI);
6. tipos de accesos o pasarelas para salvar ríos, con fines militares (capítulos XXVII-XXVIII);
7. varias barcas –o máquinas sobre barcas– para drenar y remolcar (capítulos XL-XLII);
8. además de herramientas o máquinas: diversos tipos de carros y carretillas;  dos sierras, una doble, y otra por contrapeso; una muela para impresores; y una máquina para alzar agua (similar al artificio de Juanelo Turriano de 1569).